# Niccolò dell'Arca
Niccolò dell'Arca né vers 1435-1440 et  mort le 2 mars 1494 à Bologne est un sculpteur italien de la Renaissance.
Il est également connu sous les noms de Niccolò da Ragusa, Niccolò da Bari et Niccolò d'Antonio des Pouilles. Le patronyme dell'Arca fait référence à sa contribution au sépulcre de saint Dominique de la basilique San Domenico à Bologne. 

## Biographie
Le lieu et l'année de la naissance de Niccolò dell'Arca ne sont pas certains. Il est probablement né dans l'actuelle région des Pouilles, à Bari, alors dans le royaume de Naples. Il a vécu une période de sa vie en Dalmatie. Il paraît fondé qu'il eût une période d'apprentissage avec l'architecte-sculpteur Georges le Dalmate, surnommé Giorgio da Sebenico, qui en Italie travailla à Venise et Ancône.
Le manque d'information sur ses vingt premières années fait que les experts continuent aujourd'hui à s'interroger sur ses sources d'inspiration, d'autant que son style rassemble plusieurs orientations des arts du XVe siècle. Il a souvent été considéré de formation bourguignonne par la critique, qui se base sur un supposé séjour napolitain aux chantiers du Castel Nuovo, séjour qui aurait favorisé un contact avec Guillem Sagrera, et avec un français grâce auquel il aurait pu connaître les compagnons de Claus Sluter. 
On retrouve pour la première fois sa trace à Bologne le 5 avril 1462, en tant que Maestro Niccolò de pulia, Magister figurarum de terra.

## LaLamentation sur le Christ mort

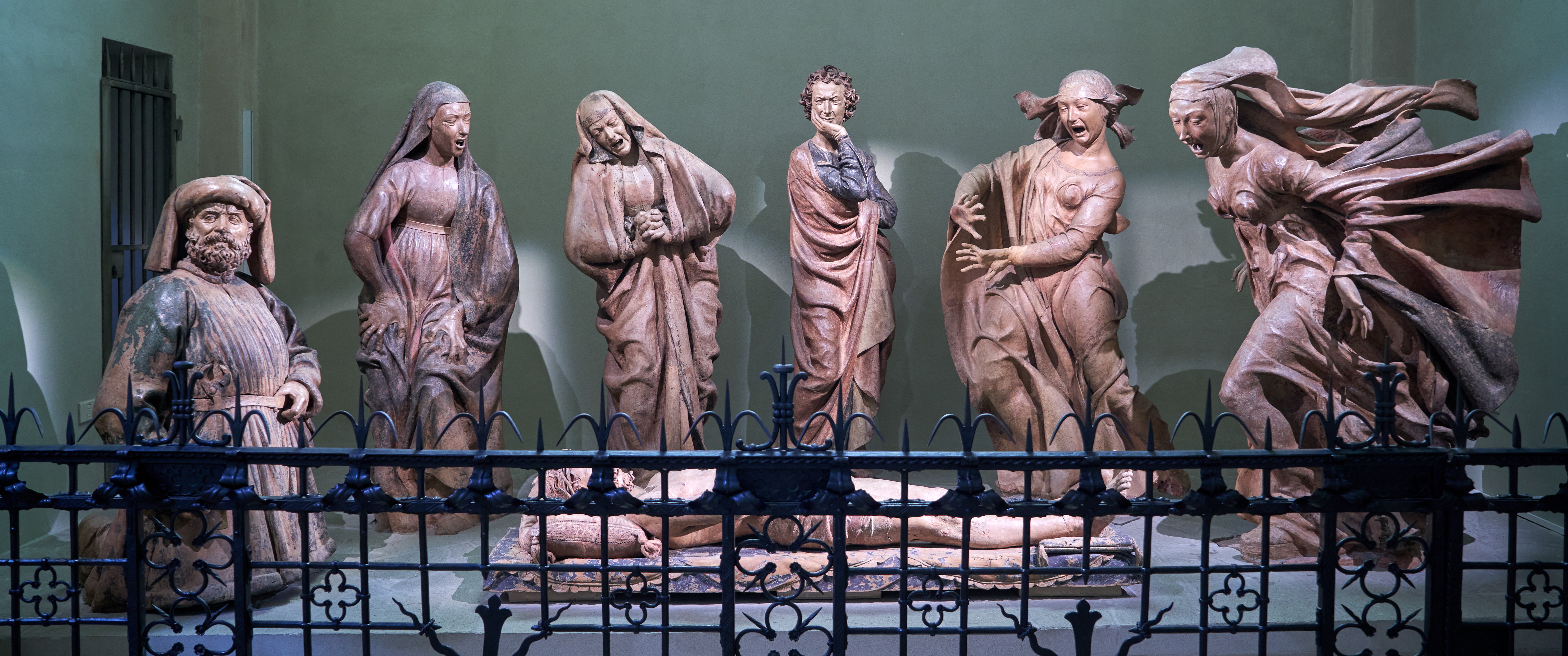
Lamentation sur le Christ mort, Bologne, église Santa Maria della Vita

La Lamentation sur le Christ mort, son chef-d'œuvre, conservé à Bologne dans l'église Santa Maria della Vita (it), est composée de sept personnages grandeur nature, en terre cuite, avec des traces de polychromie. Ne sont connus ni sa date exacte de réalisation, entre 1463 et 1490, ni la disposition d'origine des personnages.
Au centre se tient le Christ mort, étendu, la tête inclinée sur un coussin, qui porte la signature du sculpteur. Les autres personnages sont disposés autour de lui :
- Nicodème est agenouillé en habits Renaissance, il a en main les instruments de la déposition ;
- Salomé, en pleurs, les mains crispées sur les cuisses, regarde la dépouille ;
- Marie de Nazareth pleure, repliée sur elle-même, les mains jointes ;
- saint Jean est dans une posture de douleur contenue, une main soutenant son menton ;
- Marie de Magdala et Marie, mère de Jacques[4], se précipitent en hurlant sur la scène dans des attitudes qui font voler leurs vêtements.

L'intensité dramatique et la force d'expression des personnages sont sans égal dans la sculpture italienne connue de l'époque. Cela ramène à la question des sources auxquelles Niccolò a pu puiser : probablement dans la sculpture bourguignonne et l'humanisme gothique, peut-être dans les nouveautés dramatiques des derniers Donatello. Il semble toutefois que le rapprochement le plus immédiat puisse se faire avec les peintures perdues du Ferrarais Ercole de Roberti.
L'œuvre n'eut pas d'influence significative sur les écoles d'Émilie-Romagne de l'époque. Cette force expressive s'épuisa dans les Lamentations ultérieures, toujours d'une facture plus fade et conventionnelle, comme celles réalisées par le Modénois Guido Mazzoni ou le Ferrarais Alfonso Lombardi.

## Le sépulcre de saint Dominique

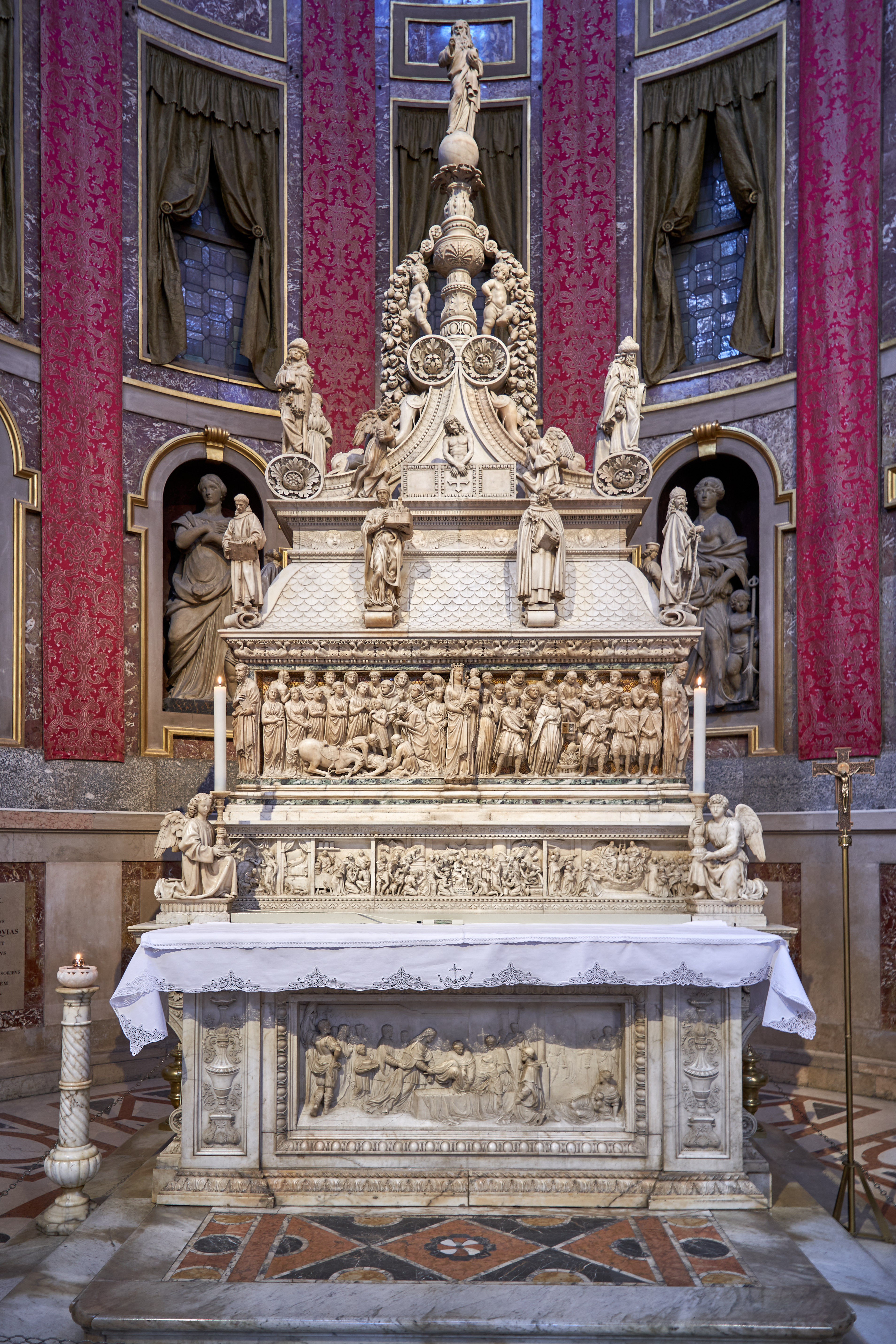
Sépulcre de saint Dominique, Bologne, basilique San Domenico.

En 1469, fut confié à Niccolò l'autre travail également célèbre, le fameux pinacle en marbre du sarcophage de saint Dominique, qui est l'œuvre de Nicola Pisano et de ses assistants, à la basilique San Domenico à Bologne. C'est de cet ouvrage que, déjà de son vivant, lui vint le surnom dell'Arca.
Outre le nettoyage et la restauration du travail accompli deux siècles plus tôt par l'atelier de Nicola Pisano, Niccolò prit l'engagement de choisir personnellement le marbre à Carrare et d'exécuter l'ensemble de cette couverture ainsi que les 21 statues qui devaient la compléter. L'œuvre principales fut mise en place le 16 juillet 1473. Au décès de Niccolò dell'Arca, les statues et la prédelle furent achevées avec le concours :
- du jeune Michelangelo Buonarroti, pour la réalisation d'un ange porte candélabre, le personnage de saint Procule et celui de saint Pétrone (1494-1495) ;
- d'Alfonso Lombardi, pour la prédelle (1532) ;
- de Girolamo Cortellini, pour le personnage de saint Jean-Baptiste (1536 ou 1537)[7].

Pour sa part, Niccolò dell'Arca, outre les éléments de structure et ornementaux du registre supérieur, exécuta 16 des 20 personnages effectivement réalisés : Dieu le Père, deux enfants soutenant des guirlandes de fruits, quatre évangélistes (saint Matthieu, saint Luc, saint Marc, saint Jean), un Christ de pitié entre deux anges, saint Vital, saint Agricola, saint Florian, saint Dominique, saint François, un autre ange porte candélabre.

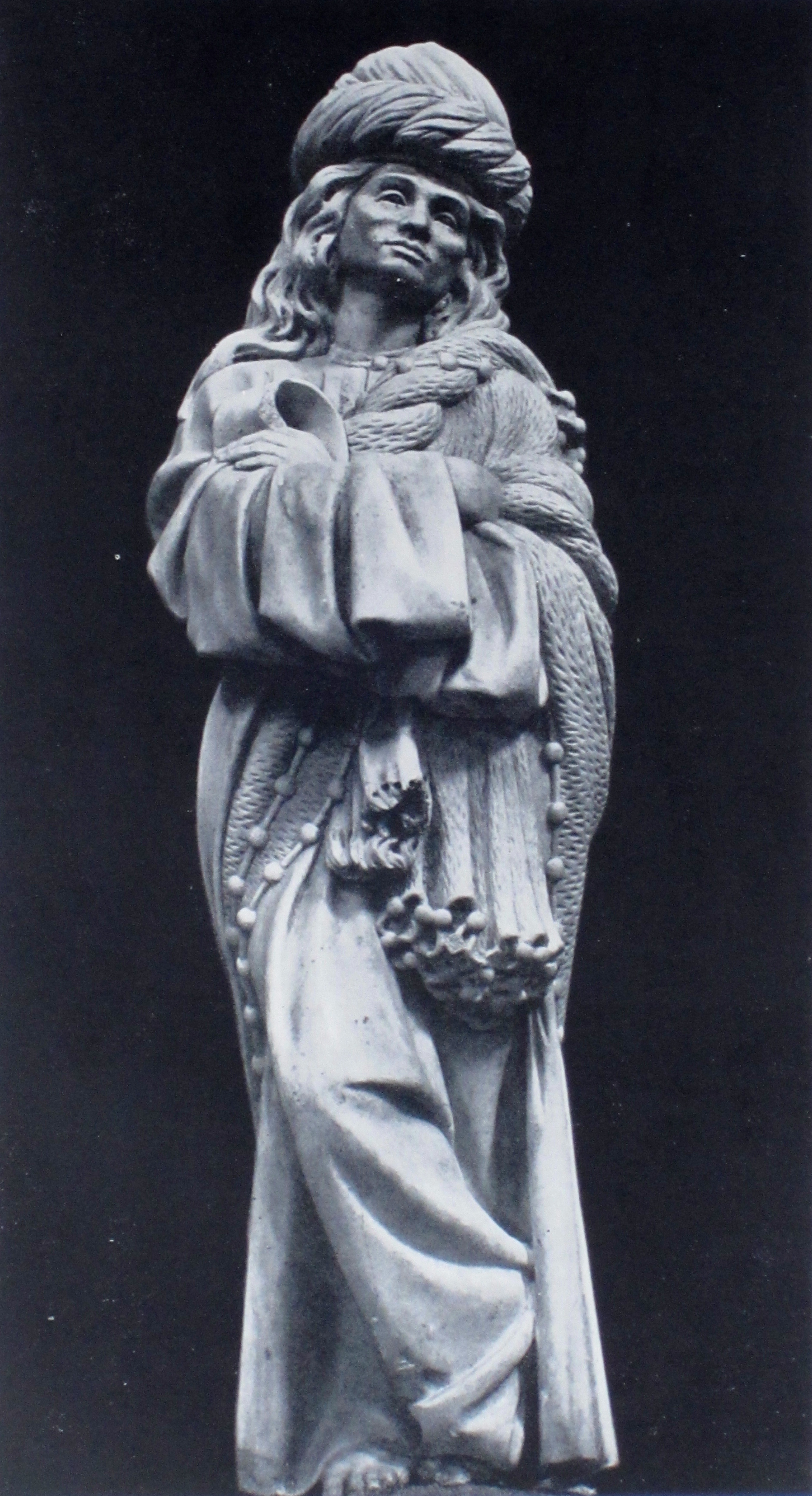
Saint Jean l'évangéliste.
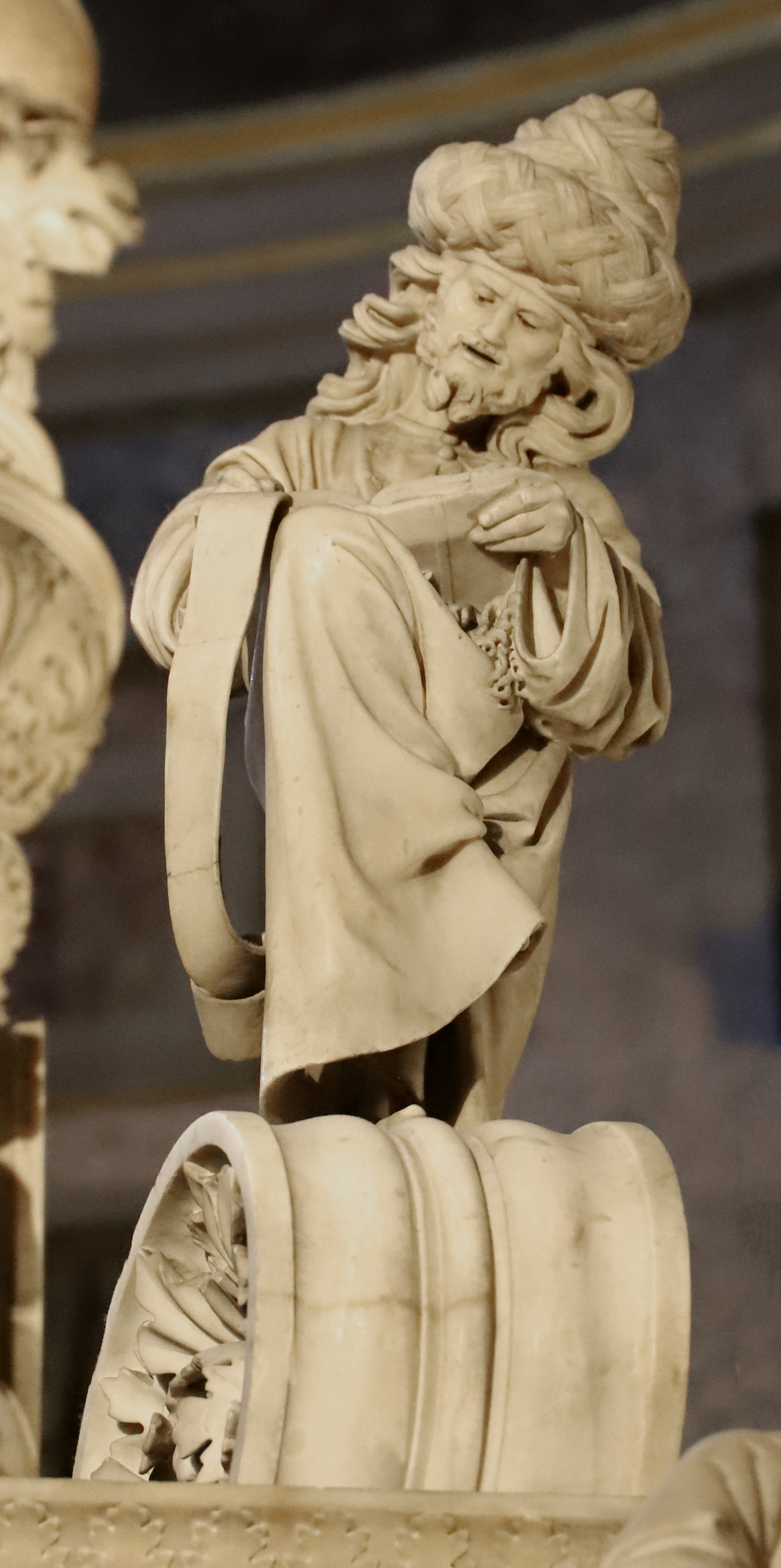
Saint Marc.
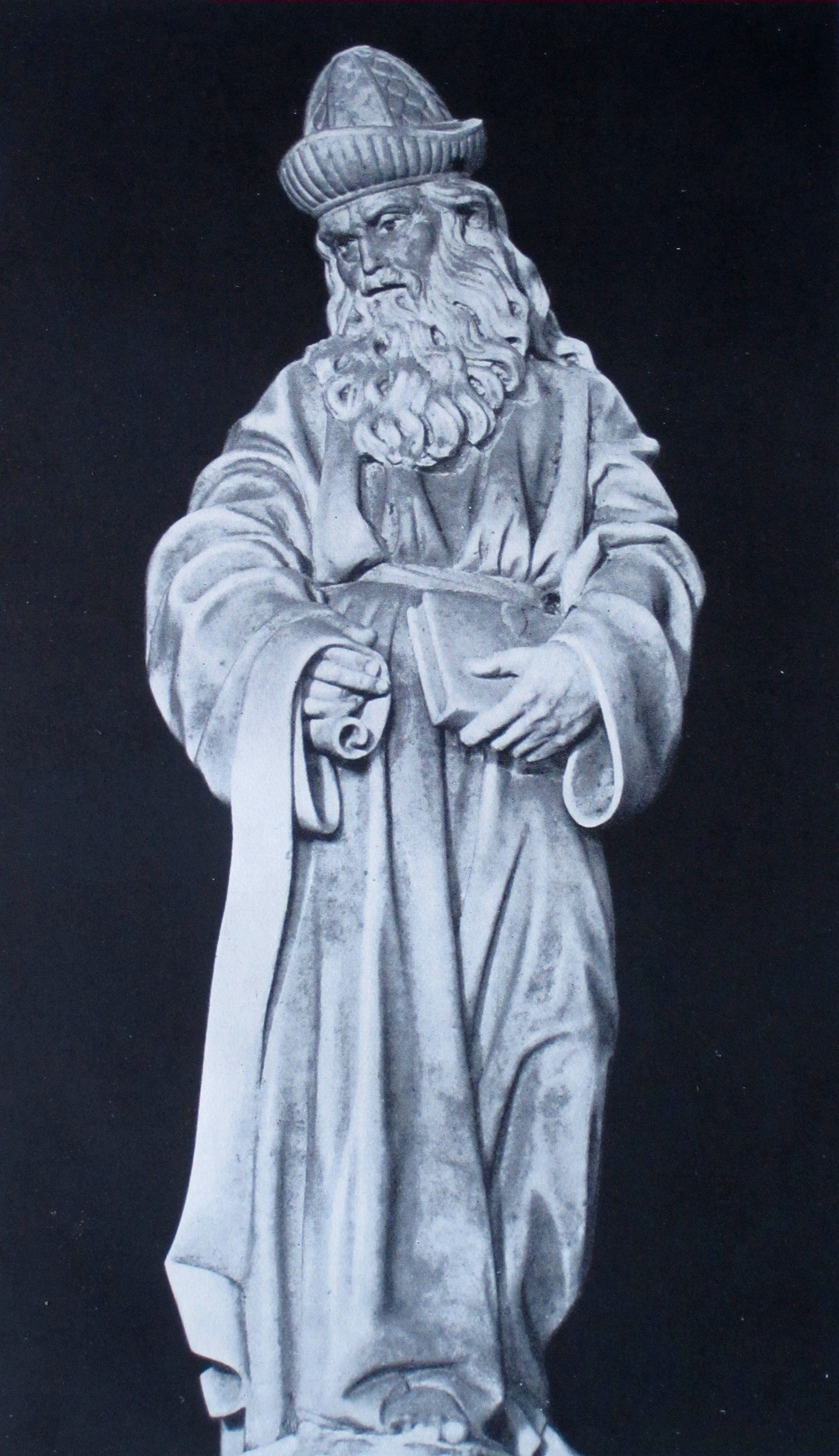
Saint Luc.
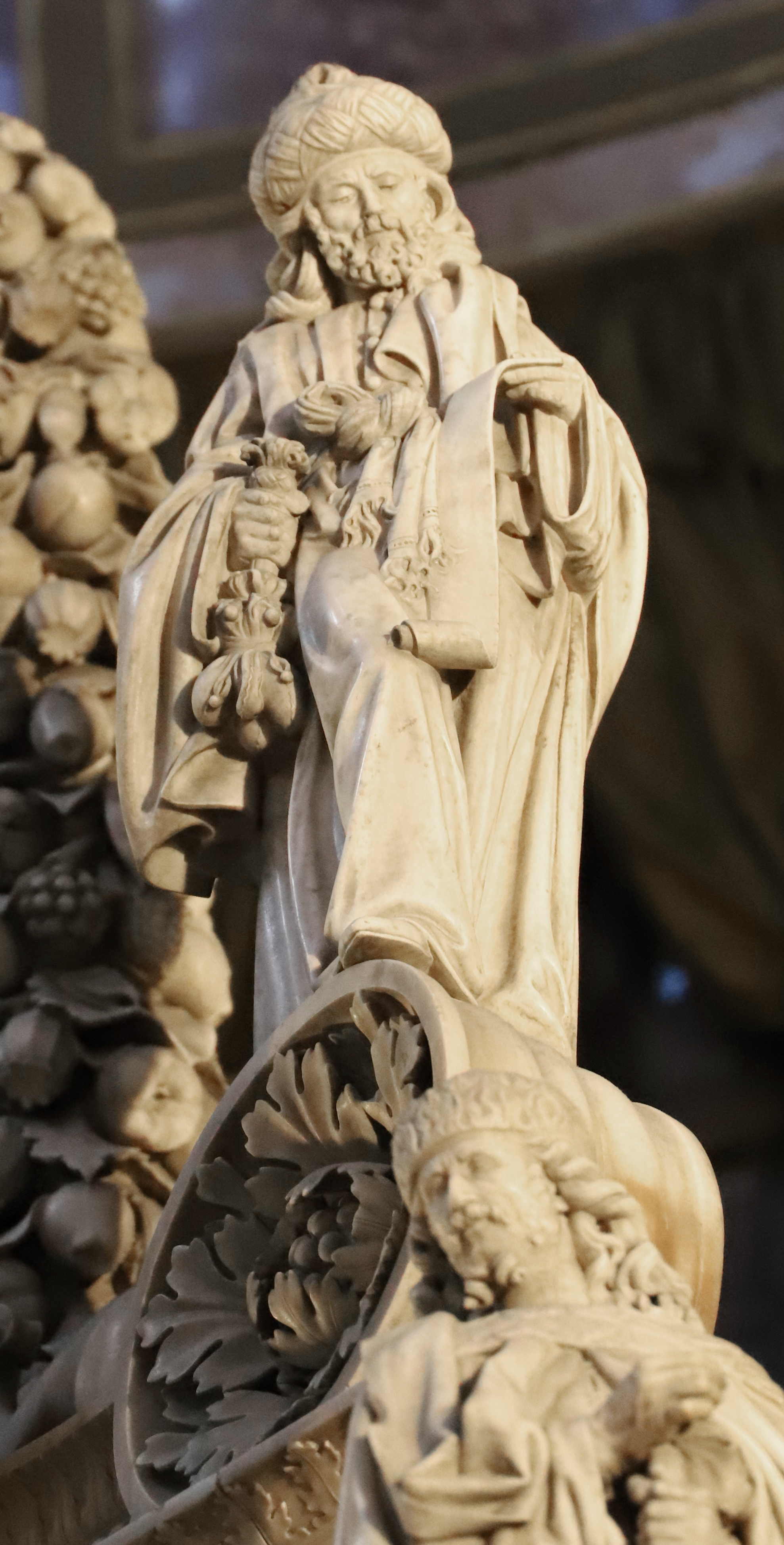
Saint Matthieu.
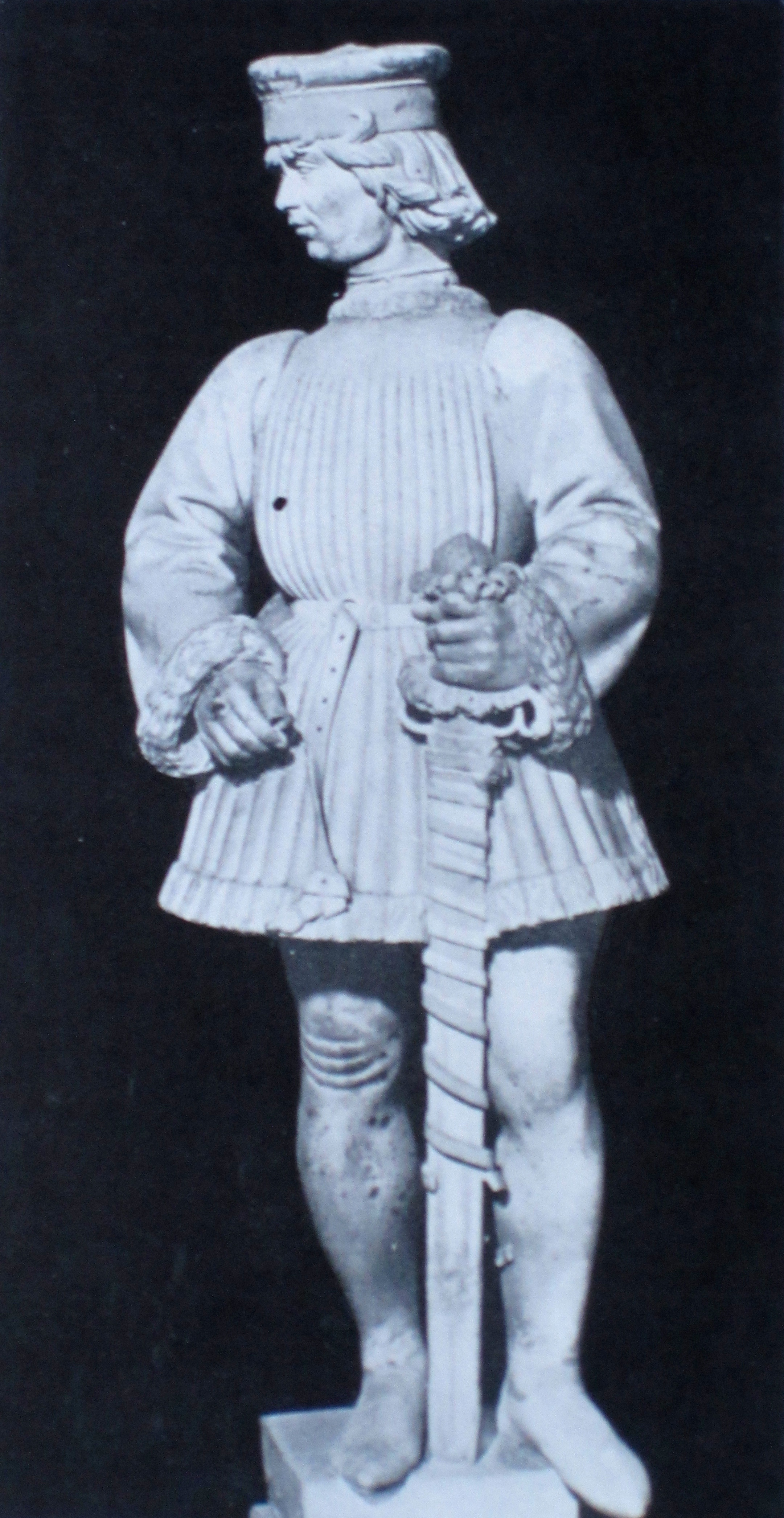
Saint Agricole.
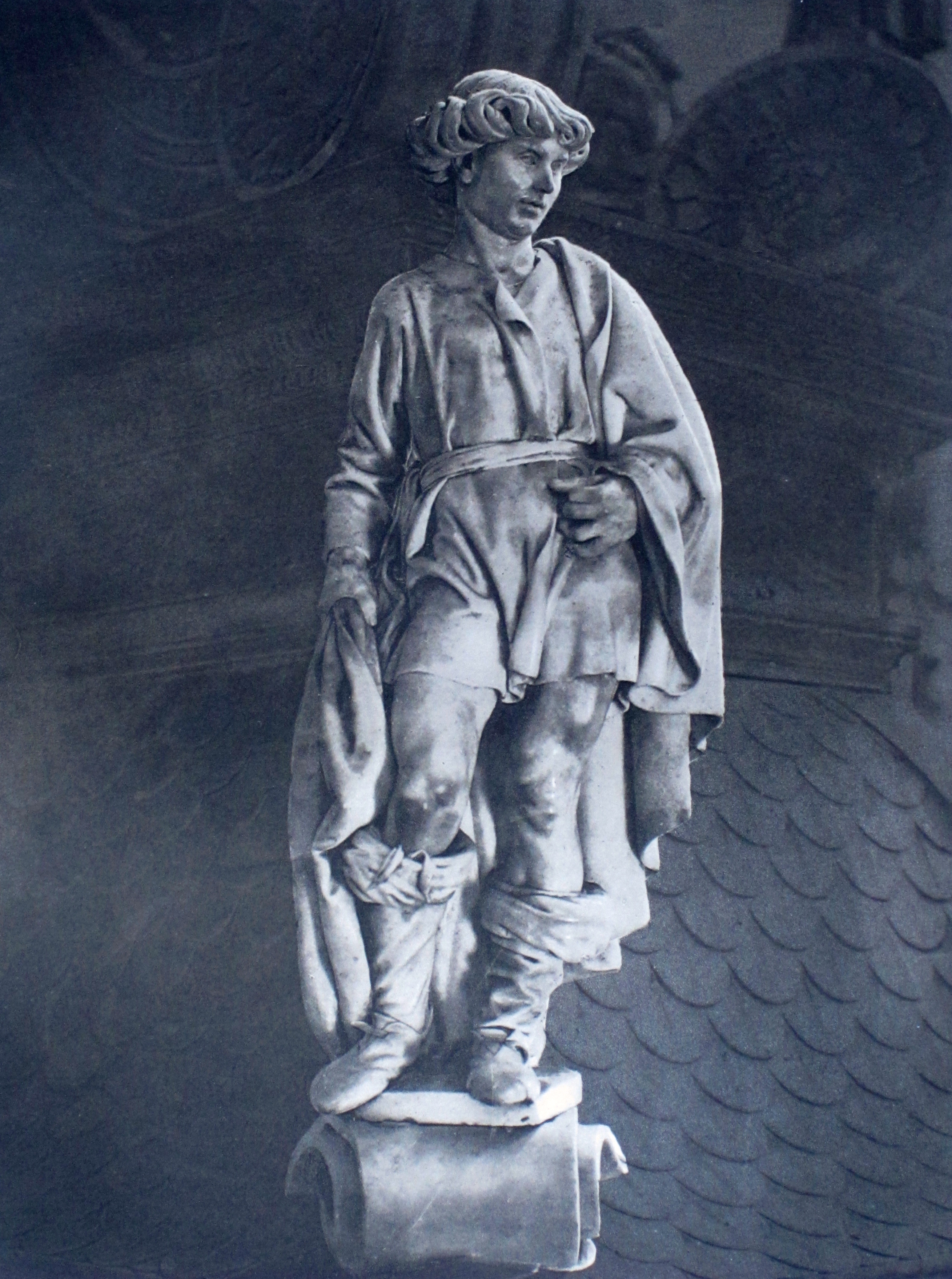
Saint Vital.
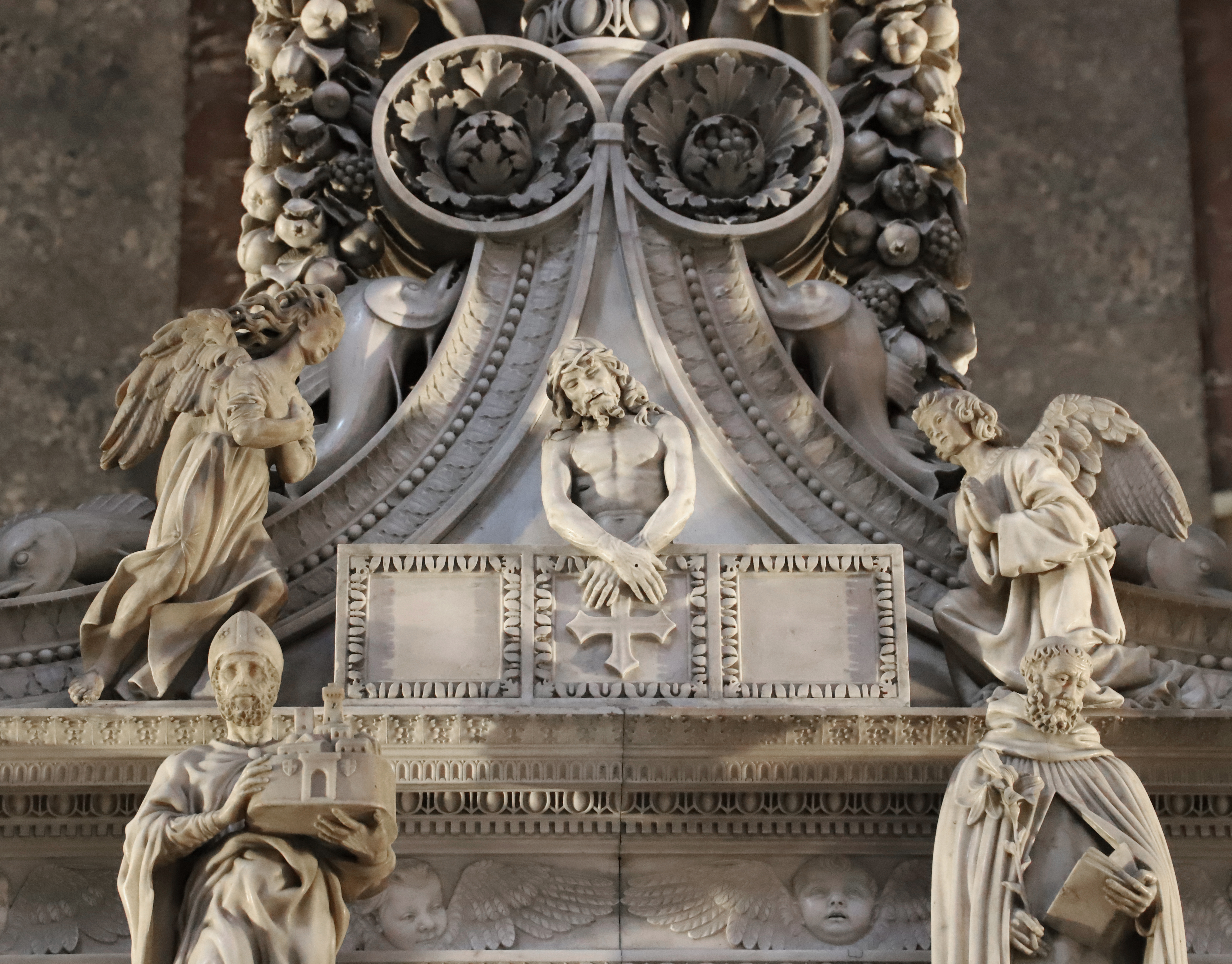
Christ au tombeau, encadré par des Anges.
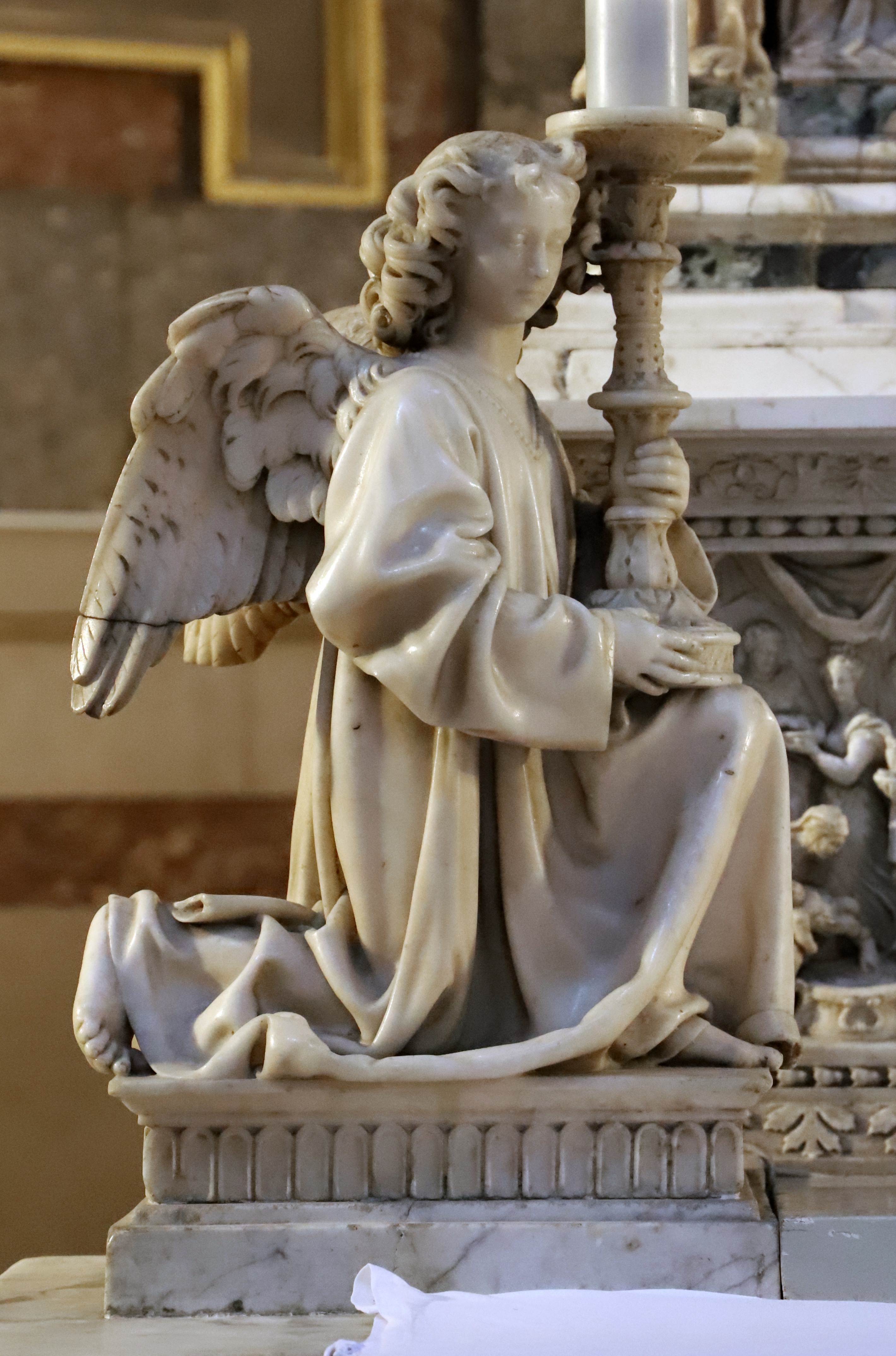
Ange porte-candélabre.

## Autres œuvres
- Saint Dominique, 1474, buste en terre cuite polychrome, Bologne, musée de la basilique San Domenico.
- Madonna di Piazza, 1478, haut-relief en terre cuite ornant la façade, Bologne, Palazzo d'Accursio.
- Une religieuse, vers 1478-1480, buste en terre cuite polychrome, Modène, Galleria Estense.
- Aigle, 1481, terre cuite ornant la façade, Bologne, Chiesa di San Giovanni in Monte (it).
- Adoration des Mages et Annonciation, 1492, deux reliefs en terre cuite destinés à l'église Santa Maria Maddalena (it), localisation actuelle inconnue[réf. nécessaire].
- Saint Jean-Baptiste, statue en marbre, Madrid, Escurial.
- Nativité, moyen-relief en terre cuite polychrome destiné à l'église Spirito Santo de Venise, localisation actuelle inconnue[réf. nécessaire].

### Attributions
De par le style il lui est également attribué (ou à son entourage), sans que cela soit attesté :
- Vierge à l'Enfant, fragment, probablement entre 1465 et 1470, pièce apparue sur le marché des antiquités[réf. nécessaire] ;
- Saint Bernard, statue en terre cuite non localisée dont on ne dispose plus aujourd'hui que des photographies[réf. nécessaire] ;
- Saint Dominique, 1493, buste en terre cuite, identifiable avec celui de la Fondation Cavallini Sgarbi de Ro (Ferrare)[2].

Œuvres de Niccolò dell'Arca
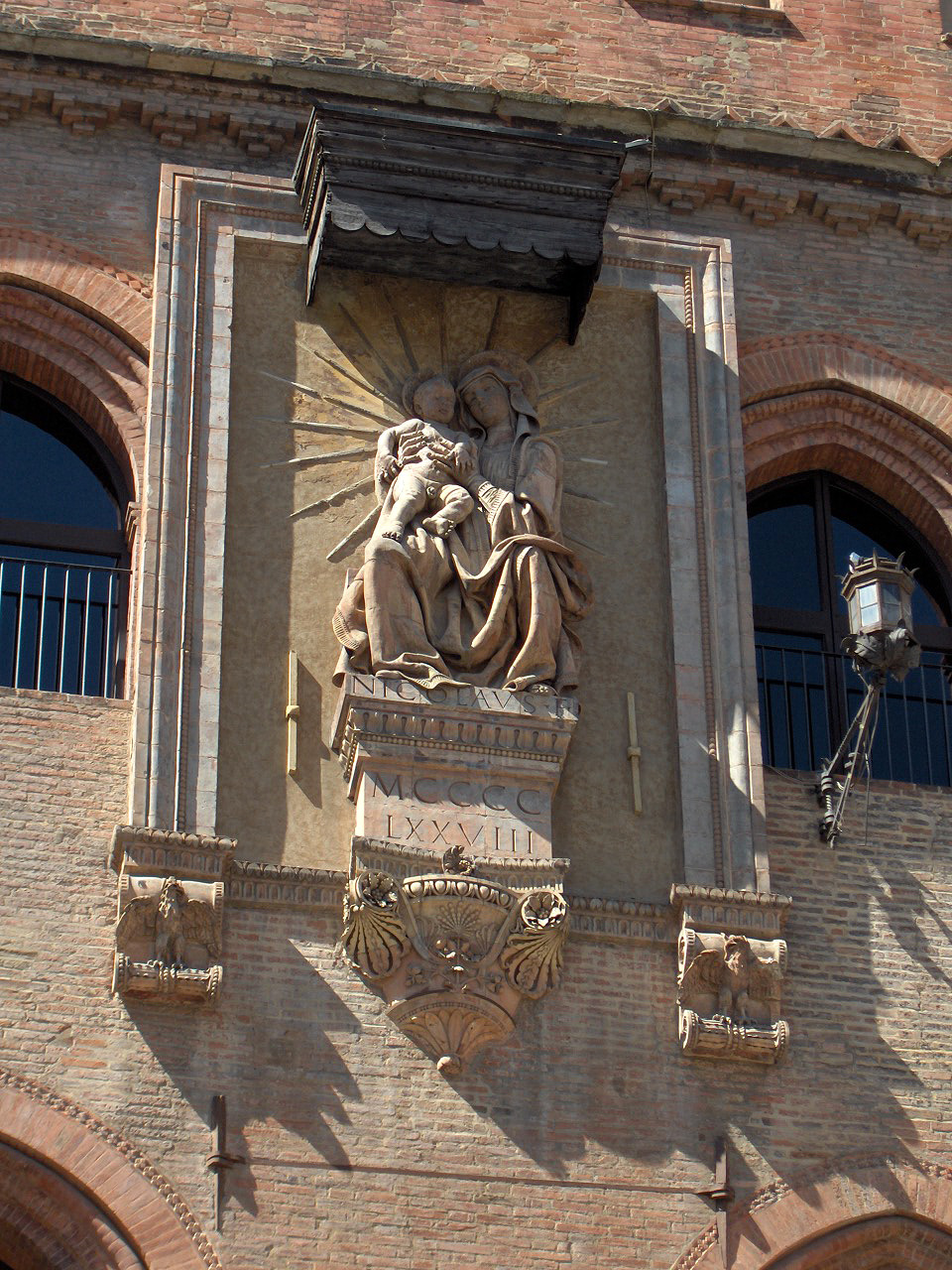
Madonna di Piazza, 1478, Bologne, Palazzo d'Accursio.

## Sources
- (en) Cet article est partiellement ou en totalité issu de l’article de Wikipédia en anglais intitulé « Niccolò dell'Arca » (voir la liste des auteurs).